# Hypolimnas quinctinus
Hypolimnas quinctinus är en fjärilsart som beskrevs av Hans Fruhstorfer 1912. Hypolimnas quinctinus ingår i släktet Hypolimnas och familjen praktfjärilar. Inga underarter finns listade i Catalogue of Life.